# Japans herrlandslag i vattenpolo
Japans herrlandslag i vattenpolo representerar Japan i vattenpolo på herrsidan. Laget slutade på fjärde plats i 1932 års olympiska turnering.

### Fotnoter
1. ↑  Todor Krastev (21 mars 1932). ”Men Water Polo Olympic Games 1932 Los Angeles (USA) - Winner Hungary” (på engelska). Sport Statistics. Arkiverad från originalet den 16 augusti 2016. https://web.archive.org/web/20160816091452/http://www.todor66.com/Water_Polo/Olympic/Men_1932.html. Läst 27 juni 2015.